# 이홍재
이홍재(李弘宰, 일본식 이름: 大本弘宰오모토 고세이, 1927년 5월 18일 ~ 1982년 12월 30일)는 일제강점기의 조선귀족이다. 본관은 전주, 본적은 경성부 장사정이다. 남작 이봉의의 증손자이자 남작 이기원의 손자이며 남작 이강식의 아들이다.

## 생애
1939년 11월 18일 자신의 아버지였던 이강식이 받은 남작 작위를 승계받았으며 1940년 11월 10일 일본 기원 2600년 축전에 초대받은 것을 계기로 일본 정부로부터 기원 2600년 축전 기념장을 받았다. 광복 이후인 1949년 8월 30일 반민족행위특별조사위원회에 체포되어 불구속 송치되기도 했다. 민족문제연구소의 친일인명사전 수록자 명단의 수작/습작 부문에 포함되었다.

## 참고 자료
- 민족문제연구소 (2009). 〈이홍재〉. 《친일인명사전 3 (ㅇ ~ ㅎ)》. 서울. 238 ~ 239쪽.